# 1862 Battle of Harpers Ferry Museum
Le 1862 Battle of Harpers Ferry Museum est un petit musée d'histoire militaire américain à Harpers Ferry, dans le comté de Jefferson, en Virginie-Occidentale. Situé dans l'ancienne Susan Downey House, un bâtiment d'High Street protégé au sein de l'Harpers Ferry National Historical Park, il est géré par le National Park Service. Il traite de la bataille de Harpers Ferry pendant la guerre de Sécession.